# Microstylum rabodae
Microstylum rabodae är en tvåvingeart som beskrevs av Karsch 1884. Microstylum rabodae ingår i släktet Microstylum och familjen rovflugor.
Artens utbredningsområde är Madagaskar. Inga underarter finns listade i Catalogue of Life.